# Тансен (Франция)
Тансен (фр. Tencin) — коммуна во Франции, находится в регионе Рона — Альпы. Департамент коммуны — Изер. Входит в состав кантона От-Грезиводан. Округ коммуны — Гренобль.
Код INSEE коммуны — 38501. Население коммуны на 2012 год составляло 1622 человека. Населённый пункт находится на высоте от 229  до 1 116  метров над уровнем моря. Муниципалитет расположен на расстоянии около 480 км юго-восточнее Парижа, 105 км юго-восточнее Лиона, 23 км северо-восточнее Гренобля. Мэр коммуны — M. François Stefani, мандат действует на протяжении 2014—2020 гг.
Динамика населения (INSEE):